# Prawa emocji według Nico H. Frijdy
Prawa emocji według Nico H. Frijdy – zbiór reguł, według których w ściśle określony sposób powstają, narastają i  zanikają emocje. Jako pierwszy sformułował je holenderski psycholog Nico Henri Frijda. 

## Funkcjonalne ujęcie emocji według Nico Frijdy
Prawa emocji stanowią jeden z postulatów funkcjonalnej koncepcji emocji Nico Frijdy. Traktuje ona emocje ze względu na funkcje jakie pełnią. Frijda wskazuje na dwa podstawowe aspekty emocji:
- ocenę zdarzeń jako istotnych lub nieistotnych, przyjemnych lub nieprzyjemnych,
- wzbudzanie reakcji fizjologicznych, zachowań i przeżyć[2].

W tym ujęciu emocje wywoływane są przez zdarzenia, które związane są z interesem jednostki. Emocje pozytywne to te, które wspierają realizację celu, negatywne utrudniają ją. W wyniku badań nad naturą i właściwościami regulacyjnymi emocji Frijda sformułował 10 podstawowych praw emocji.  

## Prawa emocji
1. Prawo znaczenia sytuacyjnego ,„konstytucja emocji” - emocje powstają w odpowiedzi na różne zdarzenia, źródłem emocji pozytywnych są zdarzenia, które realizują dążenia jednostki, źródłem emocji negatywnych są zdarzenia zagrażające lub szkodzące interesom jednostki. Źródłem emocji są także zdarzenia nowe i nieoczekiwane. Prawo zostało sformułowane w oparciu o teorię emocji według Lazarusa. 
2. Prawo zaangażowania – emocje są  odpowiedzią na takie zdarzenia, które są ważne dla  jednostki  (np. ze względu na chęć osiągnięcia danego celu), emocjonalne znaczenie nadawane jest zdarzeniom w oparciu zaangażowanie w nie jednostki.
3. Prawo bezpośrednio spostrzeganej rzeczywistości – zdarzenia, które wywołują emocje muszą być spostrzegane jako rzeczywiste, a ich intensywność jest  tożsama ze stopniem poczucia tej rzeczywistości. Emocje powoduje to, co jednostka odbiera jako rzeczywiste, nawet jeśli rzeczywistym nie jest np. zaburzone postrzeganie własnego ciała u osób chorych na anoreksję. 
4. Prawo zmiany przyzwyczajenia i odczuwania porównawczego – ocena zdarzenia zależy od układu odniesienia w jakim zdarzenie się odbywa (korzystne lub niekorzystne warunki). Im większa zmiana od oczekiwanych warunków, tym silniejsza emocja.
5. Prawo hedonistycznej asymetrii – przyjemność zanika szybko (wraz ze stopniem zaspokojenia), a przykrość może się utrzymać długo – można przywyknąć do zdarzeń, które wzbudzają emocje pozytywne, ale nie przywyknie się do zdarzeń, które wywołują negatywne emocje.
6. Prawo zachowania emocjonalnego momentu – odnosi się do trwałości śladów pamięciowych związanych z odczuwaniem emocji. Kolejne doświadczenia emocjonalne są tak samo mocne, jak w pierwotnej sytuacji, która je wywołała. 
7. Prawo zamknięcia się w sobie – dominujący stan emocjonalny ma tendencję do podporządkowania  myśli  i działań jednostki – gotowość do działania spowodowana emocjami wybija się ponad inne działania i cele jednostki.
8. Prawo zważania na konsekwencje – reakcja emocjonalna zawiera w sobie element kontroli, kontrola emocji opiera się na przewidywaniu negatywnych konsekwencji reakcji emocjonalnej.
9. Prawo minimalnego obciążenia – opiera się na współdziałaniu procesów emocjonalnych i poznawczych – współpraca ta ma prowadzić do takiej oceny sytuacji, w której napięcie emocjonalne będzie jak najmniejsze.
10. Prawo maksymalnego zysku – dotyczy oceny sytuacji w taki sposób, by uzyskać jak największy zysk emocjonalny – przeżywanie emocji daje jednostce określone zyski psychologiczne, które przyczyniają się do budowania jej poczucia wartości.